# Ismajił Siłłach
Ismajił Machmed Siłłach (ukr. Ісмаїл Махмед Сіллах, w USA znany jako Ismayl Sillakh; ur. 9 lutego 1985 w Zaporożu) − ukraiński bokser, amatorski wicemistrz świata w wadze średniej (2005) i wicemistrz Europy w wadze półciężkiej (2006), od 2008 roku walczy zawodowo w wadze półciężkiej i junior ciężkiej.

## Dzieciństwo
Urodził się w Zaporożu ze związku Ukrainki i obywatela Sierra Leone. Ma dwóch braci. Gdy miał 7 lat, jego ojciec opuścił rodzinę i wyjechał z kraju. Matka zabrała dzieci do Mariupola, na wschodzie Ukrainy, gdzie mieszkali jej rodzice. Tam, za namową babci, Siłłach wraz ze starszym bratem zaczął trenować boks. 

## Sportowa kariera

### Boks amatorski
Jego pierwszym trenerem był Wołodymyr Smirnow. W 2000 roku 15-letni Siłłach osiągnął pierwszy znaczący sukces na arenie międzynarodowej, zdobywając srebrny medal w kategorii 57 kg na mistrzostwach Europy kadetów. W następnym roku został już mistrzem Europy i świata kadetów w kat. 67 kg. W 2002 roku przeszedł do kat. 71 kg, w której doszedł do ćwierćfinału mistrzostw świata juniorów.
W 2003 roku, startując już wśród seniorów w wadze średniej (75 kg), wygrał międzynarodowy turniej w Wołgogradzie oraz zwyciężył w Pucharze Morza Czarnego w Sudaku. W 2004 roku został mistrzem Ukrainy i reprezentował kraj na mistrzostwach Europy w Puli, jednak bez powodzenia. W 2005 roku obronił tytuł mistrza Ukrainy i wystartował w Chinach w mistrzostwach świata. Zdobył tam srebrny medal, ulegając jedynie Rosjaninowi Matwiejowi Korobowowi.
W 2006 roku przeszedł do wagi półciężkiej (81 kg), w której został w Płowdiwie wicemistrzem Europy. Rok później po raz drugi wystąpił na mistrzostwach świata, jednak odpadł z turnieju, niespodziewanie przegrywając już w pierwszej walce.
W lutym 2008 roku wygrał w Pescarze turniej kwalifikacyjny na igrzyska olimpijskie w Pekinie. Siłłach, kapitan reprezentacji Ukrainy, był wymieniany przez fachowców w gronie faworytów do złotych medali. Do Chin jednak ostatecznie nie pojechał, gdyż przeprowadzone podczas turnieju kwalifikacyjnego we Włoszech badanie antydopingowe wykazało w organizmie boksera ślady stymulantu carfedonu. Preparat ten może być przyjmowany przez zawodników podczas okresu przygotowawczego, ale jego używanie zabronione jest w sezonie startowym. Mimo zapewnień Siłłacha oraz jego lekarza, że substancja ta nie została zażyta celowo, w maju AIBA zdyskwalifikowała Ukraińca na 2 lata.
W trakcie amatorskiej kariery w sumie stoczył 318 walk, z których 302 wygrał i 16 przegrał. 
.

### Boks zawodowy
Wkrótce po nałożeniu na niego dyskwalifikacji Siłłach wyjechał do USA, z zamiarem przejścia na zawodowstwo. Osiadł w Los Angeles, gdzie podjął treningi u Shadeeda Sulukiego, trenera m.in. Jamesa Toneya. Profesjonalny debiut zanotował w lipcu 2008 roku. W ciągu kilkunastu miesięcy wygrał 11 walk z rzędu (10 przez nokaut) i w kwietniu 2010 roku otrzymał szansę walki o mistrzostwo NABF w wadze półciężkiej (175 funtów) z Danielem Judah (bratem Zaba Judah). Znokautował go w drugiej rundzie. W marcu 2011 roku obronił tytuł, wygrywając przez jednogłośną decyzję z Kubańczykiem Yordanisem Despaigne.
W listopadzie 2011 roku zadebiutował w wadze junior ciężkiej, gdy na gali w Moskwie znokautował Əlego İsmayılova.
W kwietniu 2012 roku stracił pas NABF, doznając pierwszej porażki w zawodowej karierze, gdy w Austin przegrał przez techniczny nokaut z Rosjaninem Dienisem Graczowem.
W 2013 roku Siłłach wygrał z czterema nisko notowanymi rywalami, co zapewniło mu walkę o mistrzostwo świata w wadze półciężkiej organizacji WBO. W walce o tytuł, która odbyła się 30 listopada 2013 roku w Québec, ukraiński pięściarz przegrał przez nokaut w drugiej rundzie z broniącym pasa Rosjaninem Siergiejem Kowaliowem.
24 czerwca 2017 w Gdańsku stoczył z Mateuszem Masternakem (40-4, 27 KO)  wyjątkowo wyrównaną walkę na gali Polsat Boxing Night 7 - Nowe Rozdanie. Obaj lądowali na deskach. Ostatecznie wygrał jednogłośnie na punkty (93:95, 92:96, 93:95) Polak.
27 listopada 2017 w Moskwie został znokautowany w pierwszej rundzie przez Rosjanina Aleksieja Papina (9-0, 8 KO).
16 czerwca 2018 w Warszawie przegrał przez TKO w szóstej rundzie z Andrzejem Fonfarą (30-5, 18 KO).